# Conseil (informatique théorique)
En théorie de la complexité, un conseil est une entrée supplémentaire passée à une machine de Turing qui dépend de la taille de l'entrée, afin d'aider la machine à reconnaître un langage. Cette notion est introduite par Richard Karp et Richard J. Lipton en 1982.

## Définitions
Étant donnés une fonction {\displaystyle f:\mathbb {N} \rightarrow \mathbb {N} } et une classe de complexité {\displaystyle {\mathsf {C}}}, la classe {\displaystyle {\mathsf {C}}/f(n)} est l'ensemble des langages {\displaystyle A} tels qu'il existe un langage {\displaystyle B\in {\mathsf {C}}} et une suite de conseils {\displaystyle (a_{n})} de taille {\displaystyle f(n)} tels que pour toute entrée {\displaystyle x} de taille {\displaystyle n}, {\displaystyle x\in A} si et seulement si {\displaystyle (x,a_{n})\in B}.
Étant donnés un ensemble {\displaystyle {\mathcal {F}}} de fonctions {\displaystyle f:\mathbb {N} \rightarrow \mathbb {N} } et une classe de complexité {\displaystyle {\mathsf {C}}}, on définit :
{\displaystyle {\mathsf {C}}/{\mathcal {F}}=\bigcup \limits _{f\in {\mathcal {F}}}{\mathsf {C}}/f(n)}
Une classe importante est la classe P/poly, qui est donc l'ensemble des problèmes de décision décidés en temps polynomial avec un conseil de taille polynomiale. P/poly est en fait également la classe des problèmes de décision décidés par une famille de circuits booléens de tailles polynomiales.

## Résultats
Quelques exemples de résultats sur les classes de complexité définies par machines de Turing avec conseils :
- si {\displaystyle {\mathsf {NP}}\subseteq {\mathsf {P}}/{\mathsf {log}}} alors {\displaystyle {\mathsf {P}}={\mathsf {NP}}} ;

- {\displaystyle {\mathsf {coNEXPTIME}}\subseteq {\mathsf {NEXPTIME}}/{\mathsf {lin}}} ;

- d'après le théorème de Karp-Lipton, si {\displaystyle {\mathsf {NP}}\subseteq {\mathsf {P}}/{\mathsf {poly}}} alors {\displaystyle \Sigma _{2}^{\mathsf {P}}=\Pi _{2}^{\mathsf {P}}={\mathsf {PH}}} : la hiérarchie polynomiale s'effondre au second niveau.